# Claus Kaminsky

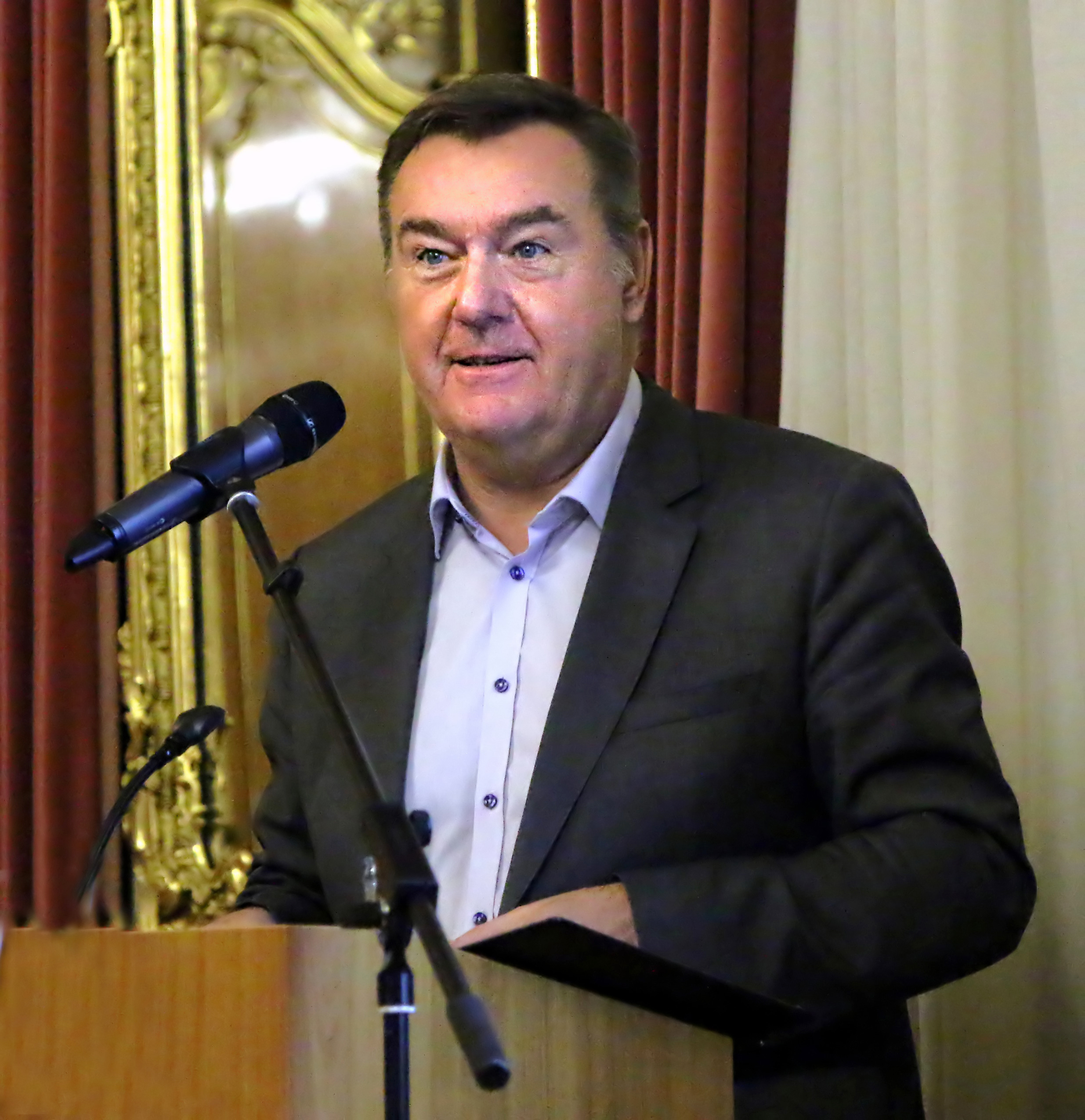
Claus Kaminsky 2018

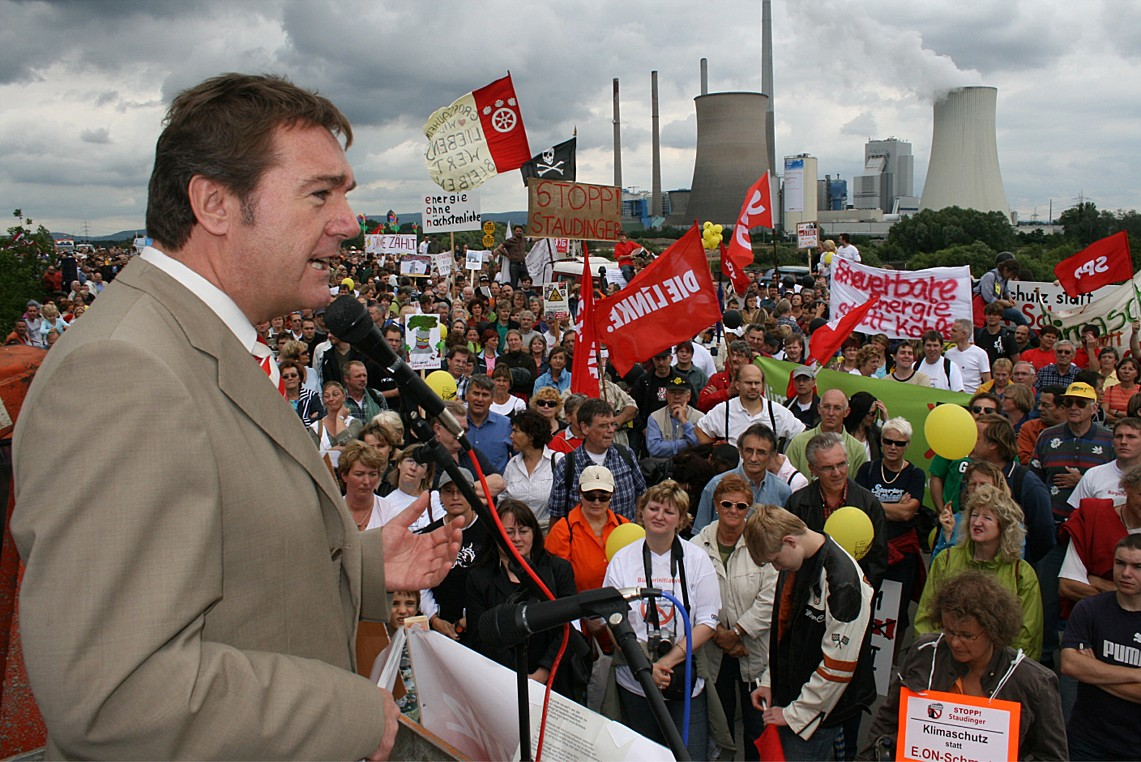
Claus Kaminsky 2007

Claus Kaminsky (* 7. November 1959 in Hanau) ist ein deutscher Politiker (SPD) und seit 2003 Oberbürgermeister der Stadt Hanau.

## Leben
Nach dem Abitur im Jahr 1980 absolvierte Kaminsky ein Studium an der Verwaltungsfachhochschule Wiesbaden, welches er 1983 als Diplom-Verwaltungswirt (FH) abschloss. Anschließend war er bis 1986 in der Kämmerei des Main-Kinzig-Kreises tätig. Von 1986 bis 1994 arbeitete er als Aus- und Fortbilder der Kreisverwaltung. 1994/95 war er Mitglied der Projektleitung des Main-Kinzig-Kreises.
Kaminsky ist verheiratet und hat drei Kinder.

## Politik
Kaminsky ist seit 1981 Mitglied der SPD. Zwischen 1985 und 1989 war er Mitglied des Ortsbeirates Großauheim, danach bis 1995 Stadtverordneter. 1994/95 war er Vorsitzender der dortigen SPD-Fraktion. 1995 wurde Kaminsky Bürgermeister von Hanau. Nach der Abwahl der Oberbürgermeisterin Margret Härtel im Mai 2003 wurde er im September 2003 mit 63,8 Prozent der Stimmen zum Nachfolger gewählt und trat das Amt am 16. November an. Bei der Wahl im Jahr 2009 wurde Kaminsky mit 75,5 Prozent, im Jahr 2015 mit 63,0 Prozent der Stimmen im Amt bestätigt. Bei der Wahl zur Stadtverordnetenversammlung 2011 kandidierte Kaminsky auf Platz 1 der SPD-Liste, obwohl er als Oberbürgermeister nicht gleichzeitig Stadtverordneter sein kann.
Er ist Mitglied mehrerer Aufsichtsräte, u. a. bei der Baugesellschaft Hanau, der Hanau Beteiligungsholding GmbH, der Stadtwerke Hanau GmbH, der Betriebsführungsgesellschaft Hanau mbH und der Hanau Marketing GmbH. Zudem ist er Verwaltungsratsvorsitzender der Sparkasse Hanau und war Präsident des Sparkassen- und Giroverbands Hessen-Thüringen.
Bei der Oberbürgermeisterwahl 2021 wurde Kaminsky im ersten Wahlgang zum vierten Mal zum Oberbürgermeister der Stadt Hanau gewählt. Er ist der dienstälteste Oberbürgermeister Hessens.
Am 12. Juni 2025 kündigte Kaminsky in einer Pressekonferenz an, nicht mehr zur nächsten Oberbürgermeisterwahl anzutreten und seine vorzeitige Versetzung in den Ruhestand zu beantragen. Als seine potenziellen Nachfolger gelten Bürgermeister Dr. Maximilian Bieri (SPD) und Stadträtin Isabelle Hemsley (CDU).